# 齐格蒙特·黑赫瓦

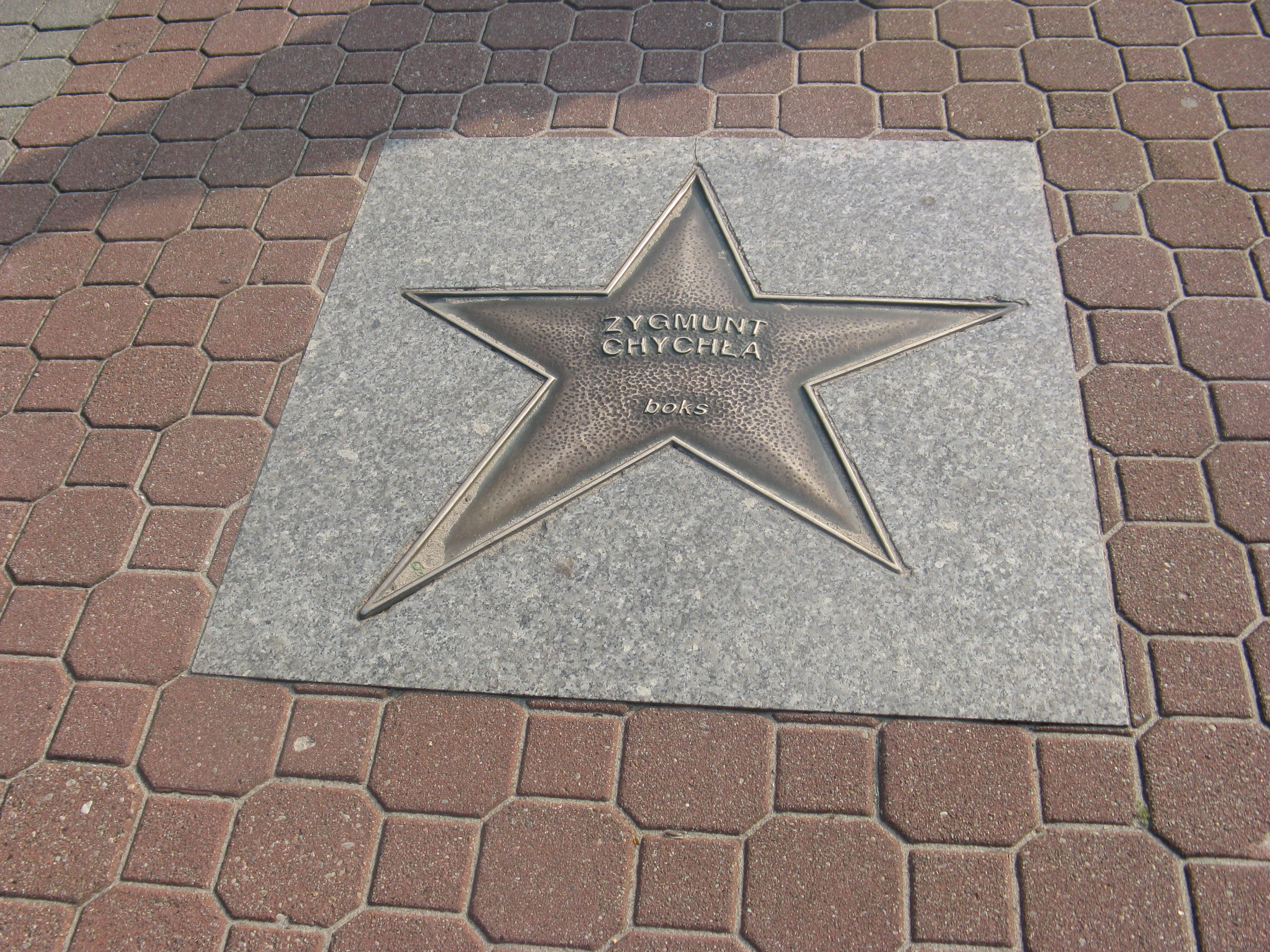

齐格蒙特·黑赫瓦（波蘭語：Zygmunt Chychła，1926年11月5日—2009年9月26日），波兰男子拳击运动员。他曾代表波兰参加1948年和1952年夏季奥林匹克运动会拳击比赛，其中1952年奥运会获得一枚金牌。